# Пам'ятник Ісмаїлу Гаспринському
Пам'ятник Ісмаїлу Гаспринському (крим. İsmail Gaspirali eykeli) — пам'ятник у Сімферополі, Автономна Республіка Крим.

## Історія
У травні-червні 1998 року на березі Салгира відкрито пам'ятник Ісмаїлу Гаспринському. Право відкриття пам'ятника було надано автору скульптури Айдеру Алієву та голові Меджлісу кримськотатарського народу Мустафі Джемілєву.